# Cesare Danova
Cesare Danova, nome d'arte di Cesare Deitinger (Bergamo, 1º marzo 1926 – Los Angeles, 19 marzo 1992), è stato un attore italiano, che visse e fu attivo principalmente negli Stati Uniti.

## Biografia

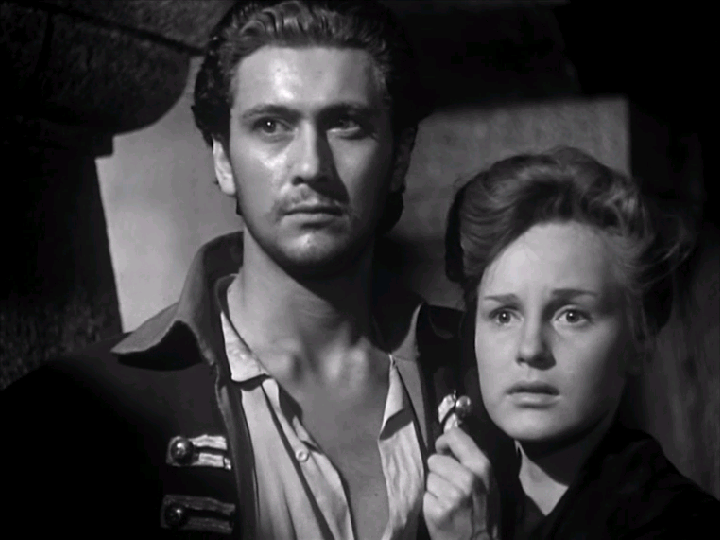
Cesare Danova con Irasema Dilian nel film La figlia del capitano (1947)

Primogenito di tre figli, Danova nacque a Bergamo il 1º marzo 1926 da Luigi Deitinger e Domenica Tanturli. Abbandonò gli studi di Medicina alla Sapienza - Università di Roma quando venne casualmente notato e chiamato dal produttore di La figlia del capitano (1947), in cui interpretò il ruolo di Piotr accanto ad Ave Ninchi e Carlo Ninchi, Vittorio Gassman e Amedeo Nazzari.

## A Hollywood
La sua prestanza fisica lo rese particolarmente adatto a parti di aitante giovanotto, tipicamente italiano. Dopo alcuni film girati in Italia, si recò negli Stati Uniti, dove, nei primi anni cinquanta, firmò un contratto con la MGM. Lavorò con Rex Harrison, Richard Burton, Roddy McDowall ed Elizabeth Taylor in Cleopatra (1963) di Joseph L. Mankiewicz e con Elvis Presley in Viva Las Vegas (1964). Il grande successo non arrivò mai, ma la sua carriera include moltissimi film e partecipazioni a serie televisive. Recitò nel film-culto Animal House (1978) di John Landis, nel ruolo reso in chiave comica del sindaco italoamericano Carmine DePasto, e in Mean Streets - Domenica in chiesa, lunedì all'inferno (1973), nel ruolo di un boss mafioso, accanto ad Harvey Keitel e Robert De Niro. 
Nel 1967 ottenne un ruolo da protagonista nella serie Garrison Commando e, nel corso degli anni settanta e ottanta, apparve in molte altre serie come guest star e come protagonista nella serie I Ryan. Nel 1992 girò due episodi del telefilm L'ispettore Tibbs, ma morì improvvisamente per un attacco cardiaco durante una riunione dell'Academy of Motion Picture Arts and Sciences Foreign Film Committee.

## Vita privata
Danova si sposò due volte ed ebbe due figli dalla prima moglie Pamela. Esperto cavallerizzo e appassionato giocatore di polo, era anche noto per essere un eccellente arciere.
Danova era cugino del poeta e traduttore americano Frank Judge e del pittore italiano Sergio Deitinger.

## Filmografia parziale

Cesare Danova in Jolanda, la figlia del Corsaro Nero (1952)

### Cinema
- La figlia del capitano, regia di Mario Camerini (1947)
- Monaca santa, regia di Guido Brignone (1948)
- Cavalcata d'eroi di Mario Costa (1949)
- I tre corsari, regia di Mario Soldati (1952)
- Maschera nera, regia di Filippo Walter Ratti (1952)
- Processo contro ignoti di Guido Brignone (1952)
- Pentimento, regia di Enzo Di Gianni (1952)
- Jolanda la figlia del corsaro nero, regia di Mario Soldati (1952)
- Balocchi e profumi, regia di Natale Montillo e F.M. De Bernardi (1953)
- Cavallina storna di Giulio Morelli (1953)
- L'amante di Paride, regia di Marc Allégret ed Edgar G. Ulmer (1954)
- L'eterna femmina, regia di Marc Allégret (1954)
- Il maestro di Don Giovanni, regia di Milton Krims (1954)
- Incatenata dal destino, regia di Enzo Di Gianni (1956)
- Ces sacrées vacances, regia di Robert Vernay (1956)
- Non scherzare con le donne, regia di Giuseppe Bennati (1958)
- L'uomo che capiva le donne (The Man Who Understood Women), regia di Nunnally Johnson (1959)
- Tarzan, il re della giungla (Tarzan, the Ape Man), regia di Joseph M. Newman (1960)
- Valley of the Dragons, regia di Edward Bernds (1961)
- Tenera è la notte (Tender Is the Night), regia di Henry King (1962)
- Cleopatra, regia di Joseph L. Mankiewicz (1963)
- Gidget a Roma (Gidget Goes to Rome), regia di Paul Wendkos (1963)
- Viva Las Vegas, regia di George Sidney (1964)
- Lo strangolatore di Baltimora (Chamber of Horrors), regia di Hy Averback (1966)
- Un bikini per Didi (Boy, Did I Get a Wrong Number!), regia di George Marshall (1966)
- Che!, regia di Richard Fleischer (1969)
- Mean Streets - Domenica in chiesa, lunedì all'inferno (Mean Streets), regia di Martin Scorsese (1973)
- Tentacoli, regia di Ovidio G. Assonitis (1977)
- Animal House (National Lampoon's Animal House), regia di John Landis (1978)

### Televisione
- Avventure in paradiso (Adventures in Paradise) – serie TV, episodio 2x13 (1961)
- Outlaws – serie TV, episodio 1x22 (1961)
- Lucy Show (The Lucy Show) – serie TV, episodio 2x24 (1963)
- Vacation Playhouse – serie TV, episodio 1x01 (1963)
- Sotto accusa (Arrest and Trial) – serie TV, episodio 1x30 (1964)
- Bonanza – serie TV, episodio 6x17 (1965)
- Honey West – serie TV, episodio 1x13 (1965)
- Agenzia U.N.C.L.E. (The Girl from U.N.C.L.E.) – serie TV, episodio 1x11 (1966)
- Garrison Commando (Garrison's Gorillas) – serie TV, 26 episodi (1967-1968)
- Charlie's Angels – serie TV, episodi 3x17, 3x18 (1979)
- Cuore e batticuore (Hart to Hart) – serie TV, episodio 2x14 (1981)
- La signora in giallo (Murder, She Wrote) – serie TV, episodio 2x21 (1986)
- I Ryan (Ryan's Hope) – serie TV, 6 episodi (1988-1989)
- L'ispettore Tibbs (In the Heat of the Night) – serie TV, episodi 5x21-5x22 (1992)

## Doppiatori italiani
- Giulio Panicali in Cavalcata d'eroi, I tre corsari
- Gualtiero De Angelis ne La figlia del capitano
- Emilio Cigoli in Processo contro ignoti
- Giuseppe Rinaldi ne L'uomo che capiva le donne
- Sergio Fantoni in Tenera è la notte
- Glauco Onorato in Cleopatra[1]
- Sergio Graziani in Un bikini per Didi
- Pino Locchi in Tentacoli
- Sergio Rossi in Charlie's Angels (ep. 1x02)
- Arturo Dominici in Charlie's Angels (ep. 3x16)
- Sergio Fiorentini ne La signora in giallo